# Pleurehdera haraldi
Pleurehdera haraldi is een slakkensoort uit de familie van de Pleurobranchidae. De wetenschappelijke naam van de soort is voor het eerst geldig gepubliceerd in 1970 door Ev. Marcus & Er. Marcus.